# Abdoulaye Timbo
Abdoulaye Timbo est le maire de la ville de Pikine et PCA  de l'ANCEPJ, est également le nouveau PCA  de l'AIBD.

## Biographie
Abdoulaye est l'oncle du président Macky Sall.
À l'issue des élections locales de 2014, Abdoulaye Timbo, candidat de la coalition Benno Bokk Yaakaar (majorité présidentielle), est élu nouveau maire de Pikine, une banlieue de Dakaravec 53 voix contre 46 voix pour son adversaire libéral Abdoulaye Diop avec un bulletin nul ,.
Après les résultats de vote du 1er août 2014, Abdoulaye Timbo déclare : «  Je tends la main à tout le monde. Je ne suis pas maire d’un parti, mais maire de la ville de Pikine. Je félicite Abdoulaye Diop qui a fait montre de fair-play lors de ce vote »,. 
Il poursuit en disant : « Nous sommes heureux de voir que la coalition Benno Bok Yakaar a réussi à mettre à la tête de la ville un de ses membres. Nous allons d’abord nous réunir avec le conseil et dégager les perspectives pour l’émergence de Pikine. La seule préoccupation reste la prise en charge des préoccupations des Pikinois. C’est un sacerdoce et nous l’avons juré  ».

## Affaire Pétro-Tim
Selon l'enquête de la BBC, il se révèle que le maire Abdoulaye Timbo et son neveu Aliou Sall sont impliqués dans l'affaire des contrats pétroliers et gaz accordés à Pétro-Tim et de la fuite du rapport de l'IGE ,. Cette affaire engendre des conséquences comme le limogeage du ministre-conseiller en communication, El Hadji Hamidou Kassé du président Macky Sall .